# Battle of Malta
De Battle of Malta is een No-Limit Hold'em pokertoernooi dat wordt georganiseerd in het Portomaso Casino in Malta.

Het debuut van de PokerListings Battle of Malta vond plaats in november 2012. Na het succes van het eerste event besloot PokerListings om van de Battle of Malta een jaarlijks event te maken. Het toernooi is bedoeld voor de lage tot midden limieten poker spelers en de editie van 2013 had dezelfde buy-in en een grotere prijzenpot.

## Geschiedenis

### Battle of Malta 2012
Bij de eerste editie van het toernooi in 2012 waren er in totaal 349 deelnemers, waardoor de gegarandeerde prijzenpot van €150,000 ruimschoots werd overschreden.
Een gepensioneerde dokter, Nicodemo Piccolo, won de eerste Battle of Malta titel ooit, een trofee en de hoofdprijs van €35,000.

### Battle of Malta 2013
De Battle of Malta 2013 vond in Malta plaats van 26 tot en met 29 september. Kara Scott verzorgde wederom de presentatie en ook de bekende poker pro's Daniel Cates, Johannes Strassmann en Andreas Hoivold maakte wederom hun opwachting. De Battle of Malta 2013 werd het grootste pokertoernooi dat ooit in Malta was georganiseerd. Met een record van 888 deelnemers ontstond er een hoofdprijs van 80.000 euro. Deze werd gewonnen door Louis Cartarius, een online poker grinder die woonachtig is in Frankfurt. Celebrities als The Dudesons en Puma Swede namen ook deel aan het toernooi.

### Resultaten hoofdevent
| Jaar | Winnaar          | Prijs     | Deelnemers | Runner-up              |
| ---- | ---------------- | --------- | ---------- | ---------------------- |
| 2012 | Nicodemo Piccolo | € 035.000 | 0349       | Giulio Astarita        |
| 2013 | Louis Cartarius  | € 068.000 | 0888       | Konrad Abela           |
| 2014 | Antoan Katsarov  | € 122.750 | 1447       | Alan Brincat           |
| 2015 | Nicolas Proust   | € 110.000 | 1804       | Henrik Jacobsen        |
| 2016 | Robert Berglund  | € 160.000 | 1813       | John Finnighan Linkins |
| 2017 | Nadav Lipszyc    | € 200.000 | 2074       | Yaron Borenstein       |
| 2018 | Julien Stropoli  | € 168.500 | 3816       | Maxime Canevet         |
| 2019 | Serghei Lisii    | € 247.167 | 4657       | Steven van Zadelhoff   |